# Cymbalophora connexa
Cymbalophora connexa är en fjärilsart som beskrevs av Franz Dannehl 1929. Cymbalophora connexa ingår i släktet Cymbalophora och familjen björnspinnare. Inga underarter finns listade i Catalogue of Life.